# 李奉慈
李奉慈（?—?），唐朝宗室郡王、官员。
為唐高祖李淵之侄子，父李湛（李渊二哥）。武德元年（618年），受封渤海王。唐高祖时，李奉慈生活骄侈无比。与其兄陇西王李博乂都被高祖所鄙视，对他说：“我怨仇有善，犹擢以不次，况于亲戚而不委任？闻汝等唯昵近小人，好为不轨，先王坟典，不闻习学。今赐绢二百匹，可各买经史习读，务为善事。”显庆年间，累迁原州都督，去世后，谥号敬。

## 子孙
- 李義節
  - 李如珪，涇州別駕
    - 李勻，益州戶曹參軍
    - 李參，慶王府司馬，贈工部尚書
      - 李桐，華原縣丞
      - 李椅，福建觀察使，贈尚書右僕射
        - 李充，字德符，京兆尹、信州長史
          - 李承構，崇明館明經
          - 李承緒，南陽縣令
          - 李承規，六局丞
          - 李承祚，稷山縣尉

        - 李直，長水縣令
        - 李齊，大理評事
        - 李允，知海陵監
        - 李亮，河南府文學明經

      - 李樟，黔州刺史
      - 李栝，改名李季貞，梓州刺史

    - 李逢，宗正丞

  - 李如玉
  - 李守一
  - 李振
    - 李嗣金
      - 李樛
      - 李杠，盈川縣令
        - 李䔲，浦陽縣尉
          - 李戡，字定臣，平盧節度巡官
            - 李審之
            - 李鼎郎

      - 李標
      - 李柖

    - 李嗣璘
    - 李嗣琳
    - 李嗣瓖
      - 李栻
        - 李仍叔，字周美，監察御史裏行、陳許滑蔡觀察判官
          - 李德孫，李仍叔女

      - 李楣
- 李知本，第二子，遂州司马
  - 李守慎，汾州長史
    - 李子房
    - 李友諒，延州司馬
      - 李晃
      - 李昂
      - 李昈
      - 李晝，密縣令
        - 李公瑾
        - 李公贊
        - 李公度，字鼎臣，陽翟尉[1]
          - 李述，字好古，耒陽尉[2]
            - 李耇兒

          - 李逢，字用文，信州參軍
          - 李逍，吏部常選

        - 李公器
        - 李公選

      - 李晫
      - 李昉

    - 李友貞
- 李行褒
- 李余福
- 李余庆
  - 李仙舟，都水使者
    - 李元暹
    - 李琬
    - 李璹
    - 李璘
    - 李瓒，太仆卿
      - 李暄，戎、泸二州刺史
        - 李況
        - 李淮
        - 李氏，嫁朝议郎成都府犀浦县令京兆人田行源

      - 李暹
      - 李晤

    - 李璬

  - 李元邃
  - 李元逞
- 李圓滿
- 李寶積
- 李明遠
- 李明哲
- 李长沙，出嗣李元景
  - 李逖，嗣荊王

## 延伸阅读
[在维基数据编辑]
 《新唐書·卷078》，出自《新唐書》